# 斎藤成文
斎藤 成文（さいとう しげぶみ、1919年9月17日 - 2020年10月7日）は、日本の電気工学者。東京大学名誉教授。専門は宇宙電子工学、マイクロ波工学。宇宙通信技術の向上に尽くし、日本の宇宙開発に貢献した。

## 経歴
1919年、東京都に生まれる。慶応義塾普通部から浦和高等学校 (旧制)を経て、1941年12月、東京帝国大学工学部電気工学科を卒業し、終戦まで海軍短期現役技術士官としてマイクロ波レーダの開発を行う。
終戦後、東京大学第二工学部助教授、1951年東京大学工学博士。「高周波誘電加熱に関する基礎的研究」。MIT客員教授を経て、1957年に東京大学生産技術研究所助教授として観測ロケット特別事業に参加し、同年教授に就任。カッパロケットからさくら3号bの打ち上げまで、日本のロケット技術、放送衛星開発の第一線で活躍した。1969年、宇宙開発事業団理事。1975年から1977年には、日本ロケット協会の会長を務めた。1979年から1980年には、電子通信学会の会長を務めた。
1980年4月に定年退官し、東京大学名誉教授。
2020年10月7日、老衰のため死去。101歳没。死没日をもって、正七位から正四位に進階。

## 受賞・栄典
- 1974年：IEEEフェロー
- 1975年：恩賜発明賞
- 1976年：電子通信学会功績賞
- 1984年：紫綬褒章、NHK放送文化賞
- 1990年：勲二等瑞宝章
- 1994年：アラン・D・エミール記念賞（英語版）（国際宇宙航行連盟）[7]
- 1997年：大川賞
- 1998年：文化功労者